# 李顺章
李顺章（1905年—1959年），山东莱芜人，中华人民共和国政治人物。全国劳模。
担任泰安专署示范农场场长。1954年，当选第一届全国人民代表大会代表。